# Landschaftsschutzgebiet Talsystem des Visbecker Baches
Das Landschaftsschutzgebiet Talsystem des Visbecker Baches mit 91,64 ha liegt im Stadtgebiet von Meschede im Hochsauerlandkreis. Es wurde 1994 mit dem Landschaftsplan Meschede durch den Kreistag des Hochsauerlandkreises als Landschaftsschutzgebiet (LSG) mit einer Flächengröße von 27,8 ha und dem Namen Landschaftsschutzgebiet Talraum des Kisbecker Baches ausgewiesen. Im Gebiet befindet sich der Visbecker Bach, daher lag ein Fehler bei der Namensgebung vor. Bei der Neuaufstellung des Landschaftsplanes Meschede wurde das LSG mit korrigiertem Namen und einem Vielfachen der Fläche erneut ausgewiesen. Das LSG gehört zum Naturpark Sauerland-Rothaargebirge und erstreckt sich im Südwesten bis an die Stadtgrenze. Es ist eines von 67 Landschaftsschutzgebieten in der Stadt Meschede. Dort gibt es ein Landschaftsschutzgebiet vom Typ A, 34 Landschaftsschutzgebiete vom Typ B und 32 Landschaftsschutzgebiete vom Typ C. Dieses Landschaftsschutzgebiet wurde 2020 als LSG vom Typ C, Wiesentäler und bedeutsames Extensivgrünland, ausgewiesen.

## Beschreibung
Das LSG liegt zwischen Visbeck und Berge, ferner westlich von Visbeck. Das LSG grenzt direkt an die beiden Dörfer. Im LSG befinden sich  GrünlandBereiche mit Bächen. Westlich von Visbeck, von 1994 bis 2020 Landschaftsschutzgebiet Talraum der Resmecke, liegt das Resmecketal mit der Resmecke (früherer Name: Kirchholzsiepen). Entlang der Resmecke und dem hier verlaufenden Talweg bestehen dichte Hecken. Das Grünland geht nach Süden in eine morphologisch auffallende Hohlform über, in der wie auch in einer weiteren Mulde 300 m weiter südlich, artenreiche Grünlandgesellschaften vorherrschen. Auf den steilen Böschungen der Mulde und angrenzenden Verebnungen beherrschen etliche Alteichen das Landschaftsbild. Die südliche Mulde ist Teil des Surmecke-Quellfächers, der mit seinen vier Zuflüssen, kleinflächigen Nutzungen, Gehölzstrukturen, Geländekanten, Siepen und Feuchtbrache-stellen insgesamt einen außergewöhnlich interessanten kleinen Kulturlandschaftsausschnitt bildet. Im weiteren Surmeckeverlauf steht die Talflanke auf knapp 500 m Länge aktuell in Ackernutzung, das schutzwürdige Grünland beschränkt sich auf einen bachbegleitenden Streifen. Am unmittelbaren Ortsrand von Visbeck ist das LSG durch Einzelbäume angereichert. An der südlichen Talflanke des hier „gerade entstandenen“ Visbecker Baches wurde ein Magergrünlandhang einbezogen mit Obstwiesenrelikten. Unterhalb der Ortslage verstärkt ein namenloses, von der Hardtbergkette kommendes Siepen den Bachlauf und den mit ihm verbundenen Grünlandkomplex. Nördlich des Hasenknochen nimmt der Artenreichtum der Grünlandgesellschaften wieder zu. Bei Bergerhütte endet das LSG am Siedlungsrand von Berge.
Teile der Bäche fallen unter dem gesetzlichen Biotopschutz nach § 30 BNatSchG.

## Schutzzweck
Zum Schutzzweck der LSG vom Typ C Wiesentäler und bedeutsames Extensivgrünland im Landschaftsplangebiet Meschede führt der Landschaftsplan auf: „Entwicklung, Erhaltung und Ergänzung eines Grünlandbiotop-Verbundsystems in den Talauen, das Tieren und Pflanzen Wanderungs- und Ausbreitungsmöglichkeiten schafft und damit der Erhaltung der Leistungsfähigkeit des Naturhaushalts dient; Sicherung der gliedernden und belebenden Wirkung offener Grünland-Lebensräume im Landschaftsbild des waldreichen Plangebietes (insbes. südlich der Ruhrachse); Erhaltung der Nutzungsfähigkeit der Naturgüter durch den Schutz fruchtbarer Talböden vor Erosion; Schutz von Feucht- und Magergrünlandstandorten, die zumindest eine potenzielle Bedeutung für den Biotop- und Artenschutz haben; Umsetzung der Entwicklungsziele 1.1, 1.4 und tlw. 1.5 zur Erhaltung und Verbesserung des landschaftsökologischen und -ästhetischen Wertes der einbezogenen Freiflächen; entsprechend dem Schutzzweck unter 2.3.1 auch Ergänzung von strenger geschützten Teilen dieses Naturraums durch den Schutz ihrer Umgebung vor Eingriffen, die den herausragenden Wert dieser Naturschutzgebiete und Schutzobjekte mindern könnten (Pufferzonenfunktion).“
Laut Landschaftsplan handelt es sich bei den „Grünland-LSG“ um Gebiete, die neben den NSG zu den landschaftlich wertvollsten Teilen des Plangebietes gehören. Zum einen handelt es sich um Talauen und Unterhänge von Kerbtälern, die dem Biotopverbund der Fließgewässersysteme dienen und das Standortpotenzial für – meist feuchtigkeitsgeprägte – artenreiche Grünlandgesellschaften aufweisen. Zum anderen werden mit dieser Festsetzung einige magere Grünlandstandorte erfasst, die ebenfalls ein erhöhtes Arten- und Biotopschutzpotenzial aufweisen und als strukturreiche kleine Kulturlandschaftsausschnitte die umgebende, geringer strukturierte Landschaft bereichern. Insbesondere  Fließgewässerabschnitte fallen häufig, wie bei diesem LSG, unter dem gesetzlichen Biotopschutz nach § 30 BNatSchG. Im LSG gilt ein Verbots einer dauerhaften Grünlandumwandlung in andere Nutzungsarten. Eine Erstaufforstung und eine Anlage von Weihnachtsbaumkulturen ist verboten.